# Ратуша Мілвокі
Ратуша Мілвокі (також Мілвокі Сіті-хол, англ. Milwaukee City Hall) — адміністративна будівля, що використовується як робочий простір (резиденція, осідок) мерії (міської влади) міста Мілвокі, штату Вісконсин.
Ратуша є монументальним символом Мілуокі та національною історичною пам’яткою.

## Історія
Перший міський статут Мілвокі був прийнятий у 1846 році, тоді ж Соломон Джуно, франко-канадський торговець, став першим обраним мером. У тому ж 1846-му перша Загальна рада Мілвокі зібралася у місцевій методистській церкві.
Коли Мілвокі стало найбільшим в Америці містом, населеним німецькими емігрантами, в 1880-х роках, воно переросло стару ратушу, щільно втиснуту у цегляному Ринковому залі в італійському стилі з 1860-х років. У 1886 році мер Мілвокі уродженець Берліна Еміль Валльбер оголосив про необхідність нової ратуші. 
22 січня 1989 року Загальна рада Мілвокі дозволила продати облігації на суму 1,25 мільйона доларів для придбання землі та будівництва постійної мерії на Маркет-стріт на місці нинішньої забудови.
Політичні суперечки відклали подальшу ініціативу до 1891 року, коли 29 серпня 1891 року Загальна рада оголосила конкурс на проектування нового приміщення. На конкурс подали одинадцять заявок (проєктів) і їх обговорення спричинило бурхливі дебати в Загальній раді. У архітектурному конкурсі на нову ратушу переміг архітектор з Чикаго Генрі Айвз Кобб. Але політичні суперечки призвели до остаточного вибору проєкту місцевого архітектора Генрі К. Коха в березні 1892 року. Один з наступних мерів Мілвокі уродженець Гамбурга Джон С. Кох вступив на посаду в 1893 році, і місто затвердило нову будівлю. Будівництво (роботи по підготовці будівельного майданчика) почалося навесні 1893 р. Закладання наріжного каменю (24 лютого 1894 року)[уточнити] та фундаменту споруди відбулося у червні наступного року.
В грудні 1895 року мерія була відкрита, підвал (цокольний поверх) і шість з восьми поверхів були закінчені. У 1896-97 роках було добудовано сьомий поверх, а восьмий — ще пізніше. Загальні витрати на будівлю та її оздоблення склали понад 1 000 000 доларів США.

## Архітектура

### Опис архітектури ратуші
Як зазначалося вище, 22 січня 1989 року Загальна рада Мілвокі дозволила продати облігації на суму 1,25 мільйона доларів для придбання землі та будівництва постійної мерії на Маркет-стріт. Було придбано земельну ділянку складної конфігурації трапецієподібної (клиноподібної) форми неподалік від річки Мілвокі. Будівля повторює контури земельної ділянки і є трапецієподібною в плані. Ратуша композиційно складається із двох архітектурних об’ємів — блоку на дев’ять поверхів (цокольний поверх та вісім горішніх поверхів) та з’єднаної з ним п’ятнадцятиповерхової вежі на південному (чоловому) фасаді. 

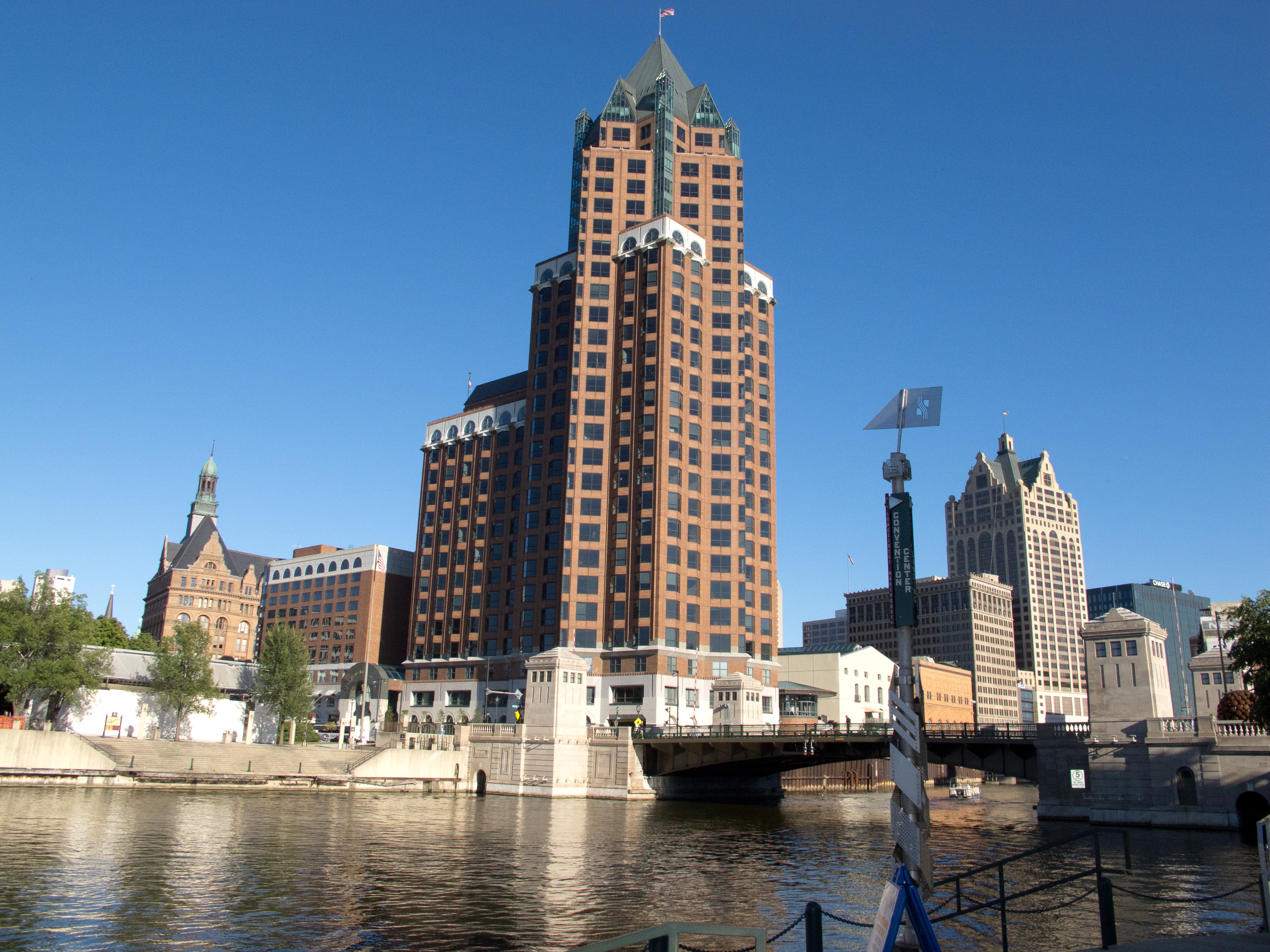
панорама даунтауну Мілвокі, ратушу видно скраю ліворуч

Фундамент будівлі довелося укріпити і вбити в болотисту місцевість навколо річки Мілвокі 2584 паль білої сосни. Щоб підтримати чотири кути 393-футової вежі, 1000 паль були забиті в чотири групи по 250 паль у кожній.